# Paul Ereng
Paul Ereng (* 22. August 1967 in Kitale, Trans-Nzoia District, Kenia) ist ein ehemaliger kenianischer Leichtathlet und Olympiasieger.
Ereng war bis 1987 400-Meter-Läufer. Nach seiner Einschreibung in der University of Virginia begann er Anfang 1988 mit dem Training über 800 Meter. In der Saison 1988 blieb er über 800 Meter ungeschlagen und gewann die NCAA-Meisterschaften in diesem und im folgenden Jahr.
Bei den XXIV. Olympischen Spielen 1988 in Seoul gewann er das Halbfinale im 800-Meter-Lauf in einer persönlichen Bestleistung von 1:44,55 min und im anschließenden Finallauf die Goldmedaille vor Titelverteidiger Joaquim Cruz (Silber) und dem Marokkaner Saïd Aouita (Bronze).
Bei den Hallenweltmeisterschaften in Budapest gewann er ebenfalls Gold über 800 Meter mit einem neuen Hallenweltrekord von 1:44,84 min. 1991 in Sevilla konnte er seinen Erfolg wiederholen, aber bei den Weltmeisterschaften in Tokio erreichte er nur den 4. Platz. Bei den XVV. Olympischen Spielen 1992 in Barcelona, Spanien, schied er im Halbfinale aus.
1993 beendete er sein Studium und arbeitet seitdem an der University of Texas at El Paso als Leichtathletiktrainer.
| Personendaten    | Personendaten                               |
| ---------------- | ------------------------------------------- |
| NAME             | Ereng, Paul                                 |
| KURZBESCHREIBUNG | kenianischer Leichtathlet und Olympiasieger |
| GEBURTSDATUM     | 22. August 1967                             |
| GEBURTSORT       | Kitale, Trans-Nzoia District, Kenia         |